# 茶洞镇
茶洞镇，是中华人民共和国广西壮族自治区桂林市临桂区下辖的一个乡镇级行政单位。原为茶洞乡，2017年撤乡改镇。

## 行政区划
茶洞乡下辖以下地区：
茶洞村、护山村、花岭村、定安村、富合村、江洲村、仁义村、温良村、安乐村、保合村和三合村。

## 语言
茶洞镇人大多说茶洞语，茶洞镇104个自然村中有98个使用茶洞语，截至2000年，在茶洞乡总人口20547人中有近1.8万人以茶洞语为母语。花岭村和定安村等2个行政村说壮语。有少数人能说桂北平话。